# Tyapessó
Tyapessó (szlovákul Ťapešovo) község Szlovákiában, a Zsolnai kerületben, a Námesztói járásban.

## Fekvése
Námesztótól 5 km-re délnyugatra, a Fehér-Árva partján fekszik.

## Története
A falu 1580-ban keletkezett „Tyapesso” néven a vlach jog alapján, ekkor bízta meg Árva várának ura, Thurzó György Rusznák János szabad soltészt, hogy ezen a területen 6 vlach telepessel települést alapítson. Lakói letelepedésük fejében 12 évre mentességet kaptak a robot alól az árvai uradalom egész területén. A soltész vízimalommal és fűrészmalommal is rendelkezett a településen. A falu az ő igazgatása alatt az árvai várhoz tartozott. Neve a román Tepes személynévből származik, mely a szlávban Tyapek alakra módosult. A hagyomány szerint ugyanis az itt kialakult három település: Lokca, Tyapessó és Vavrecska első lakói három román testvér: Lokaj, Tyapek és Vavrek voltak. Az 1588. évi adóösszeírás szerint ekkor 6 jobbágyház állt a faluban. 1604-ben 5, 1606-ban 6, 1608-ban már csak 2 ház állt itt. A kuruc harcok idején a falu majdnem teljesen elpusztult.
Templomát 1666-ban még protestáns templomként szentelték fel. 1672-ben az árvai uradalom területén levő többi templommal együtt a katolikusoké lett. 1715-ben Tyapessónak már 175 lakosa volt, de ebben az évben a rossz termés miatt éhínség tört ki, melyet pestisjárvány is súlyosbított. 1728-ban kőből épített malmot említenek a településen. 1734-ben a templom és tornya is leégett. 1739-ben újabb járvány tört ki, melynek 122 lakos esett áldozatul. Ebben az időben a tyapessói lakosok a kolera elől menekülve a mai Benedikó rétjein és legelőin éltek, ahol 1752 és 1761 között egy új falu, Benedikó keletkezett. A források szerint minden harmadik tyapessói az új faluban telepedett le. A Mária Terézia uralkodása alatti urbárium szerint Tyapessó birtokosai a Rusznák, Tyapessovszky és Kovalik családok voltak. 1778-ban 242-en lakták.
A 18. század végén Vályi András így ír róla: „TYAPESSÓ. Tót falu Árva Várm. földes Ura a’ Királyi Kamara, lakosai katolikusok, fekszik Némeszto Mezővároshoz 1 órányira, Magura hegy mellett; határja sovány, réttye nints, hanem minden esztendőben azon részeit kaszállya földgyeinek, mellyet ugarúl hagyott; e’ helység mivel igen megnépesedett, azért is mintegy 40 esztendők előtt az Uraság rendelt nékiek lakó helyűl egy vidéket, Novotty, és Muttne helységek között fekvő völgyön, melly hely Benediko névvel neveztetik.”
1828-ban 56 házában 381 lakos élt, akik főként mezőgazdasággal és állattartással foglalkoztak. 1845 és 1847 között újabb járvány pusztított.
Fényes Elek 1851-ben kiadott geográfiai szótárában így ír a faluról: „Tyapessó, tót falu, Árva vmegyében, 381 kath. lak. Vászonnal kereskedik. Sessiója 24 1/8. F. u. az árvai uradalom.”
1870-ben 57 ház és 308 lakos volt a településen. A trianoni diktátumig Árva vármegye Námesztói járásához tartozott.
1927-ben nagy árvíz pusztított a településen. 1938. január 25-én tűzvész tört ki, mely elől a lakosok a közeli hegyekbe menekültek. Ugyanez év augusztusában jég verte el a termést. 1943-ban a faluba bevezették az elektromosságot. A második világháború idején 3 helyi lakos esett el a németekkel vívott harcban, harmincan pedig a frontokon estek el. 1945 februárjában a németek 24 lakost hurcoltak el olaszországi kényszermunkára, ők a háború után visszatértek. A falut 1945. április 3-án foglalta el a Vörös Hadsereg.

## Népessége
| Év:            | 1994. | 2004.    | 2014.    | 2024.    |
| -------------- | ----- | -------- | -------- | -------- |
| Emberek száma: | 557   | 613      | 688      | 848      |
| Eltérés:       |       | +10,05 % | +12,23 % | +23,25 % |

| Év:            | 2023. | 2024.   |
| -------------- | ----- | ------- |
| Emberek száma: | 828   | 848     |
| Eltérés:       |       | +2,41 % |

1910-ben 317, túlnyomórészt szlovák lakosa volt.
2001-ben 590 lakosából 583 szlovák volt.
2011-ben 657 lakosából 648 szlovák.

## Nevezetességei
- A Szent Őrangyalok tiszteletére szentelt római katolikus temploma 1960 és 1966 között épült.
- A falu kápolnája 1830-ban épült.

## Külső hivatkozások
- E-obce.sk Archiválva 2010. április 30-i dátummal a Wayback Machine-ben
- Községinfó
- Tyapessó Szlovákia térképén